# دارين براشاو
دارين براشاو (بالإنجليزية: Darren Bradshaw)‏ هو لاعب كرة قدم بريطاني، ولد في 19 مارس 1967 في شفيلد في المملكة المتحدة. شارك مع منتخب إنجلترا تحت 18 سنة لكرة القدم. أما مع النوادي، فقد لعب مع روشدين ودايموندز وستيفيناغ بوروه ونادي بلاكبول ونادي بليموث أرجايل ونادي بيتربورو يونايتد ونادي تشيسترفيلد ونادي يورك سيتي ونيوكاسل يونايتد.